# 富山県立滑川高等学校
富山県立滑川高等学校（とやまけんりつ なめりかわこうとうがっこう、英: Toyama Prefectural Namerikawa High School）は、富山県滑川市加島町にある公立の高等学校。

## 概要
- 校地面積は46,536m2、建物面積は17,617m2[1]
- 「高きを求める情熱」を生徒目標としている[2]。
- 弓道部、ソフトボール部、レスリング部、ウエイトリフティング部等の各部活動が活躍している[2]。2001年（平成13年）には野球部が夏の甲子園大会に出場を果たした[3]。
- 部活動は原則全員加入制である[4]。
- 略称は「滑高（かっこう）」[5]。

## 設置学科
- 普通科
- 薬業科
- 商業科
- 海洋科

## 沿革
- 1913年（大正2年）

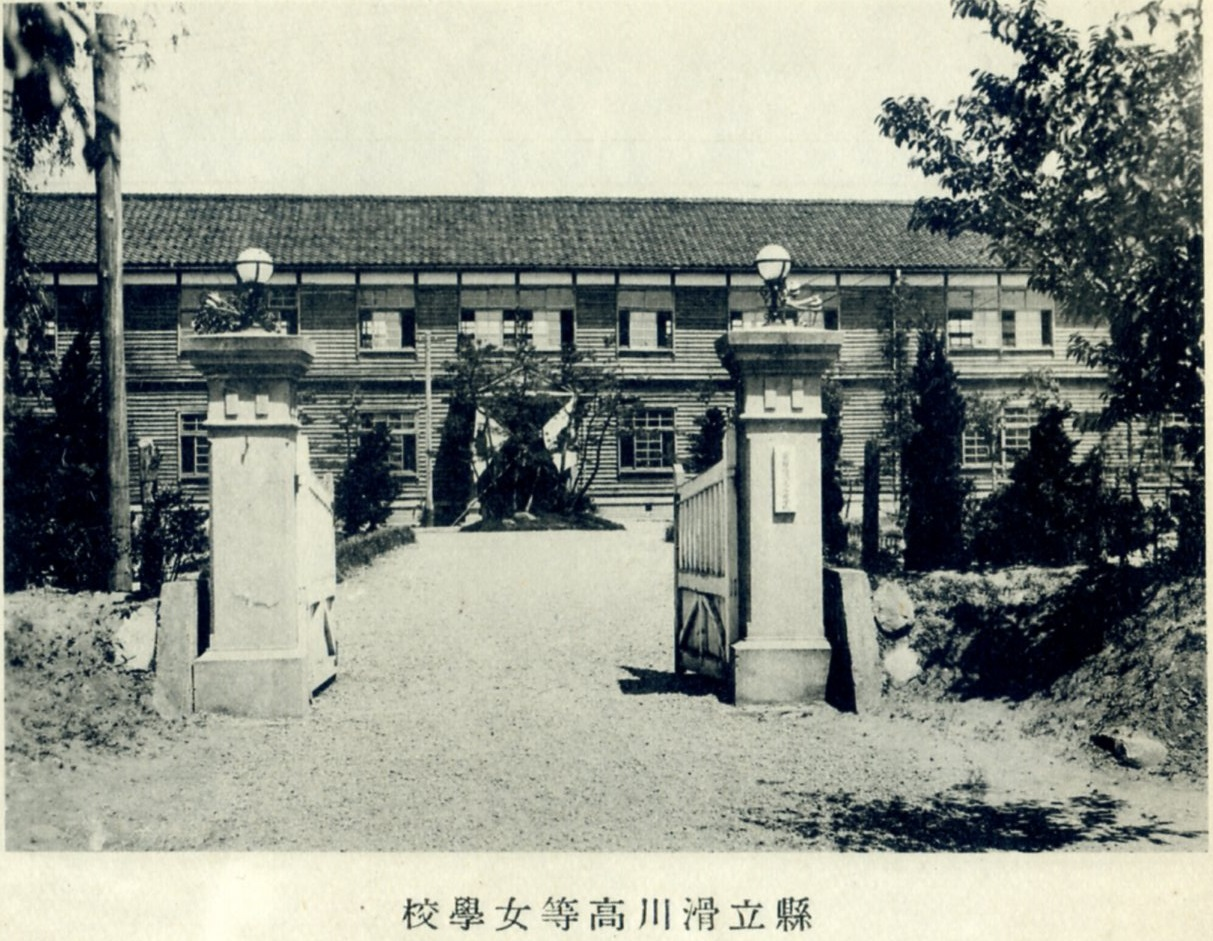
富山県立滑川高等女学校校舎

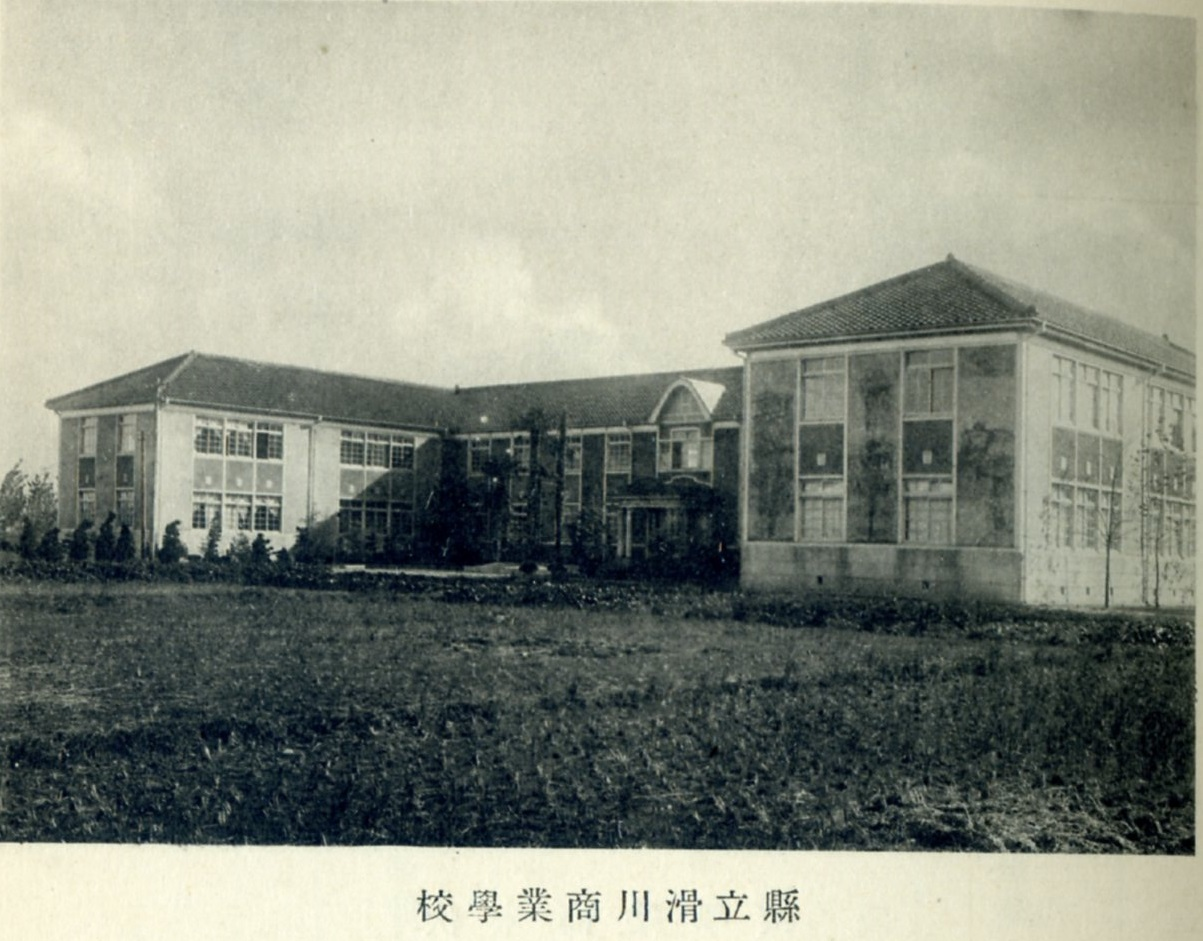
富山県立滑川商業学校校舎

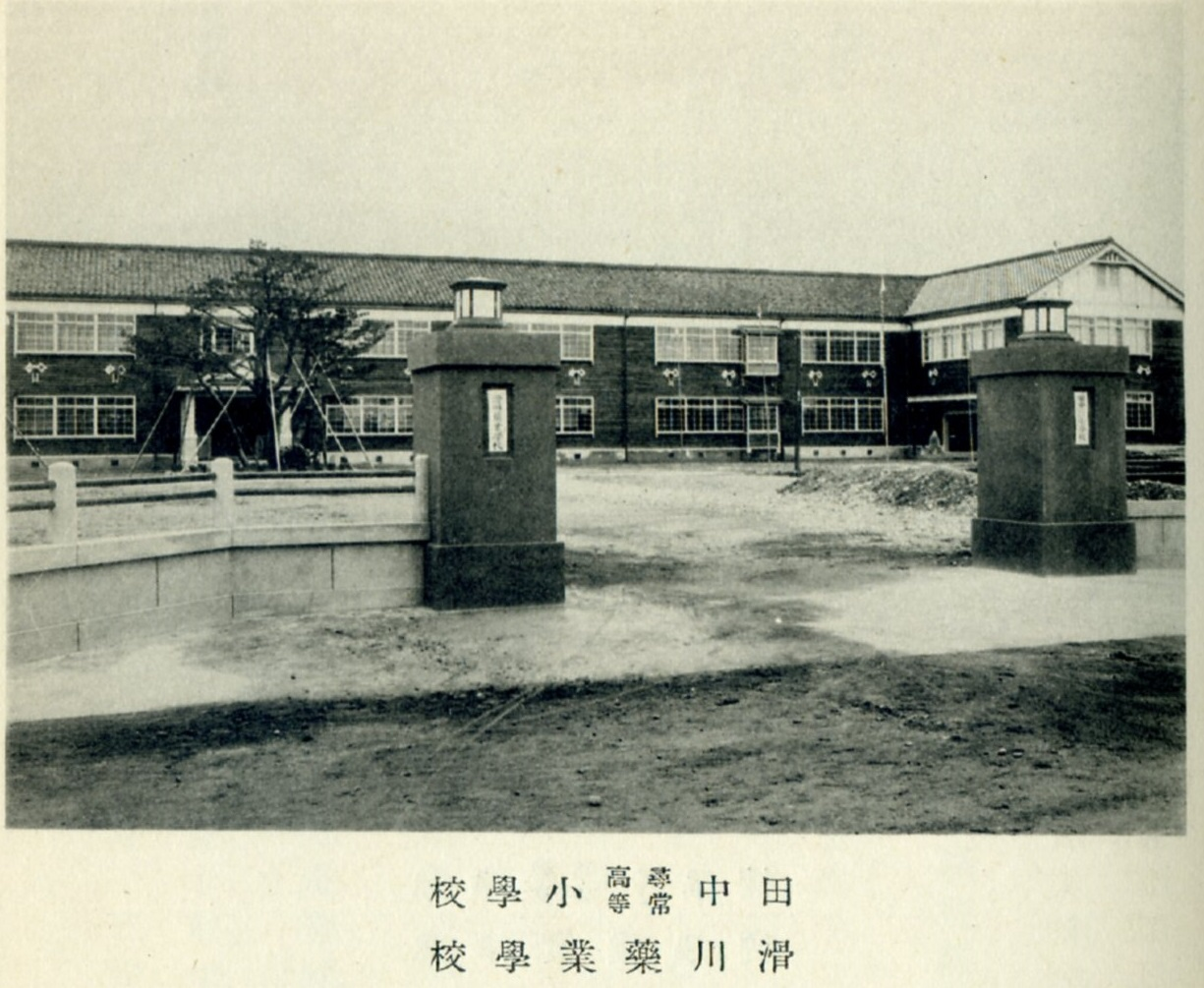
田中尋常高等小学校に併設されていた滑川薬業学校

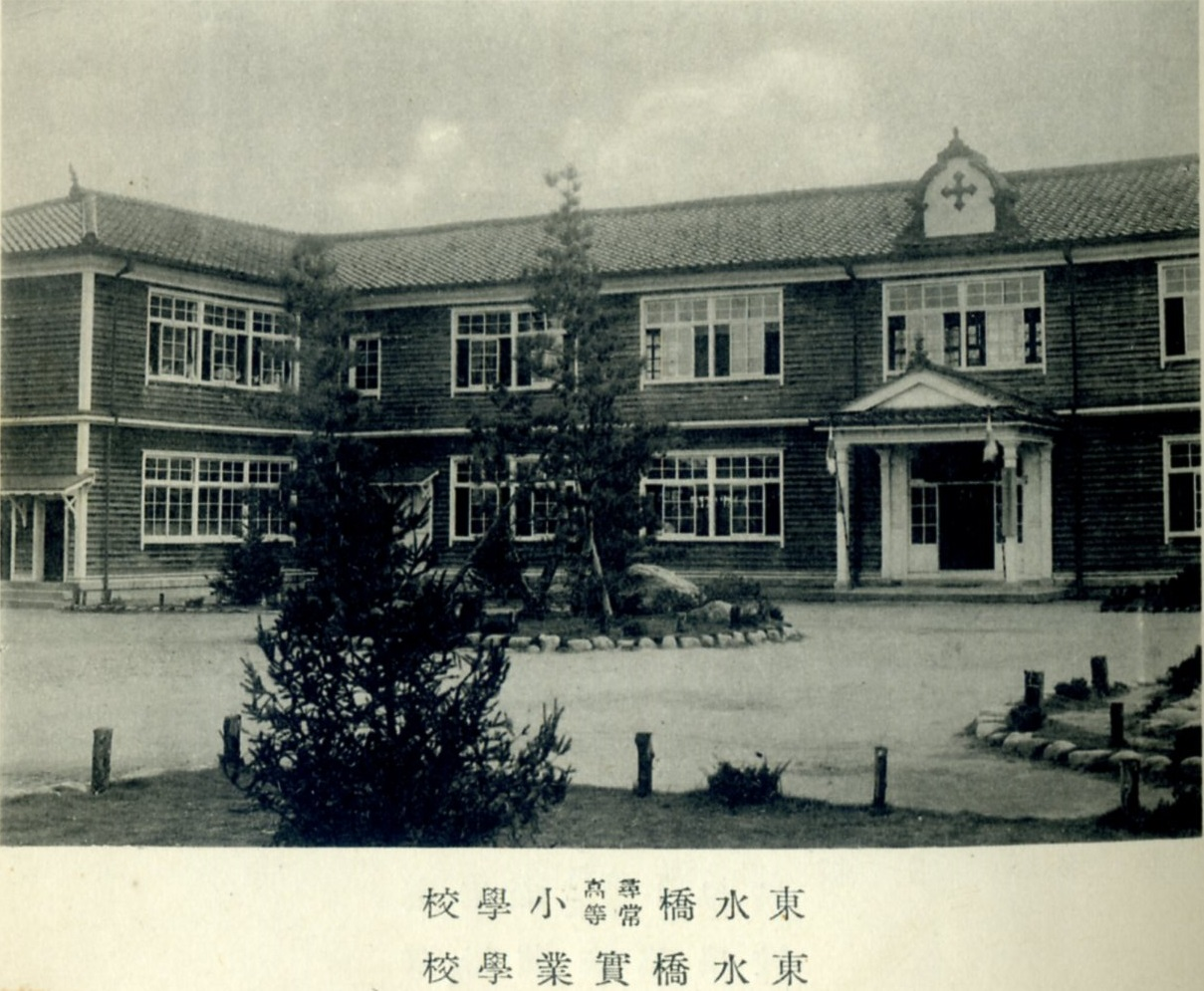
東水橋尋常高等小学校に併設されていた東水橋実業学校

  - 3月1日 - 滑川町議会において町立滑川実科高等女学校設立の件を議決する[3]。
  - 3月7日 - 滑川町長加藤甚右衛門が文部大臣奥田義人に女学校設立認可の件を申請する[6]。申請書に曰く、「本町ハ県立高等女学校所在ノ富山市ヲ距ル北方四里ノ地点ニ有之候処従来同校ニ入学シテ中等教育ヲ受クル女生徒ハ年々十人内外ノ数有之候ヘ共之ヲ毎年本町尋常六学年及高等一ニ学年ヲ修了シテ各自家庭ニ退ク女生徒ノ総数六十名内外ノ多数ニ比較致候ヘハ実ニ七八分一ノ小数ニ有之候然ルニ現今高等女学校ニ入学シテ中等教育ヲ受クルモノヽ実状ハ所謂町村ノ上流ナル少数ノ家庭ニ止リテ其他三十人乃至四十人ノ間ニ於テ従来設備ノ補習科ニ入ルモノ有之候ヘシモ是レトテモ父兄ハ其学科ノ低クキト又タ其教授ノ不完全ナルヲ慨シ此事実ハ目下独リ本町ノミニ止ラス郡内ノ町村挙テ之ヲ感ジ故ニ今後完全ナル女子ノ教育トシテハ実科女学校ノ最モ適実ナルヲ熱望致居候（後略）」[7]。
  - 4月1日 - 滑川町立滑川実科高等女学校設置が認可される[8]。
  - 4月26日 - 滑川町立滑川女子尋常高等小学校内にて滑川町立滑川実科高等女学校が開校する[3]。第一学年及び第二学年77人に裁縫を主とする専修科生24人を併せ、計101人が入学した[9]。
- 1919年（大正8年）
  - 11月12日 - 滑川町長加藤甚右衛門、滑川町立滑川実科高等女学校を郡に移管する旨を中新川郡長及び中新川郡会議長に建議する[6]。
  - 11月13日 - 中新川郡会において滑川町立滑川実科高等女学校の郡立移管を議決する[6]。
- 1920年（大正9年）4月1日 - 滑川町立滑川実科高等女学校を郡に移管し、中新川郡立中新実科高等女学校と改称する[10][3]。
- 1921年（大正10年）4月1日 - 中新川郡立中新実科高等女学校が実科高等女学校から高等女学校となり、中新川郡立中新高等女学校と改称する[3]。
- 1922年（大正11年）
  - 1月25日 - 中新川郡立中新高等女学校が中新川郡滑川町下小泉15番地に移転する[3]。
  - 3月20日 - 同地において新校舎が落成する[3]。
- 1923年（大正12年）4月1日 - 郡制の廃止により中新川郡立中新高等女学校を富山県へと移管し、富山県立滑川高等女学校と改称する[3][11]。
- 1924年（大正13年）
  - 1月9日 - 皇太子殿下御成婚紀念事業として滑川町議会が商業学校設立の件を議決する[3]。
  - 3月19日 - 滑川町長石川新六が文部大臣に商業学校設置の件を稟請する[6]。
  - 3月29日 - 滑川町長石川新六が中新川郡長金島周太郎に商業学校設置の件を稟請する[7]。その趣意書に曰く、「本町ノ現在及将来ノ発達ハ專ラ商業活動ノ力ニ因ル。故ニ輓近学術旺ンナルニ及ンデ町内資産ヲ有スル商家ノ子弟ハ、其ノ中等教育ハ地方ノ中学ニ入リテ之ヲ受ケ、又更ニ高等ノ実業学ヲ研究スル為メニ笈ヲ遠ク東京若クハ各府県ニ在ル高等商業学校及工業学校等ニ負ヒ、若クハ慶應、早稲田ノ商科ニ入リテ学ビタル者又ハ学ビツツアル者計弐拾余名アリ（中略）然ルニ茲ニ憂フベキ一事アリ、他ナシ本町ノ商業家中最大多数ヲ占ムル財産ニ乏シキ中等以下ノ商家ニアリテハ、子弟ハ中等商業ノ向学心ニ熱中スト雖モ、町内ニ入ルベキ学校ノ設備ナシ。而シテ子弟ノ意ヲ満タズ為メニ富山若クハ高岡ノ商業学校ニ進メン乎、父兄ハ家計ヲ顧慮シテ之ヲ許スコト能ハザル事情ニ苦シミ、又之ヲ聞キテ其ノ目的ノ中折ニ泣ク子弟ノ家庭ハ町内約五百戸ヲ下ラズ（中略）然ルニ今ヤ文運ハ日進月歩ノ勢ヲ以テ駸々トシテ進ミ、現今本町補習教育ニ在ル生徒ハ之ヲ以テ満足セズ、父兄モ亦商業学校ニ昇格センコトヲ熱望ス（後略）」[7]。
  - 4月9日 - 滑川商業学校の設立が認可される[12]。
  - 4月25日 - 滑川町立田中尋常高等小学校仮校舎において滑川町立滑川商業学校が開校する[3]。
  - 12月10日 - 寄宿舎を新築し、同日より64名を収容する[6]。
- 1926年（大正15年）4月30日 - 同日滑川商業学校校舎が落成し、同年5月5日より同校舎に移転する[3]。
- 1927年（昭和2年）9月29日 - 滑川商業学校において講堂兼雨天体操場が竣工する[6]。
- 1928年（昭和3年）4月1日 - 滑川町立滑川商業学校を滑川町から富山県へ移管し、富山県立滑川商業学校と改称する[13]。
- 1931年（昭和6年）12月 - 富山県立滑川高等女学校において図書館兼生徒会館が竣工する[6]。
- 1932年（昭和7年）8月20日 - 富山県立滑川高等女学校において講堂兼屋内体育場を増築する[6]。
- 1933年（昭和8年）4月26日 - 富山県立滑川高等女学校において国旗掲揚塔が竣工する[6]。
- 1935年（昭和10年）
  - 9月28日 - 滑川薬業学校の設置が認可される[14]。
  - 9月30日 - 水橋町立東水橋実業学校設立が認可され、同日より開校する[15][3]。
  - 10月1日 - 滑川町立滑川薬業学校が滑川町立寺家尋常高等小学校内において開校する[3]。なお、同校設立以前の滑川町における薬業教育は、1918年（大正7年）4月開設の滑川町立実業補習学校において行われていた[16]。この滑川町立実業補習学校が1935年（昭和10年）10月より青年学校令の改正によって青年学校と看做されるようになったため、この際これを再出発させて、滑川町立滑川薬業学校の設立に至ったのである[16]。
- 1936年（昭和11年）4月25日 - 滑川薬業学校が田中小学校に移転する[3]。
- 1940年（昭和15年）3月31日 - 富山県立滑川商業学校において奉安殿が落成する[6]。
- 1941年（昭和16年）12月27日 - 校舎増築工事が竣工する[6]。
- 1942年（昭和17年）
  - 3月24日 - 滑川町立滑川薬業学校の修業年限を3ヶ年より5ヶ年に変更する件が認可される[17]。
  - 3月27日 - 富山県立水橋商業学校設立の件が認可される[6]。
  - 3月31日 - 水橋町立東水橋実業学校を廃する[18]。
  - 4月1日 - 水橋町立富山県水橋商業学校が開校する[19]。
- 1944年（昭和19年）
  - 3月15日 - 富山県立滑川工業学校の設置が認可される[20]。
  - 4月20日 - 富山県立滑川商業学校を改め、富山県立滑川工業学校（機械科、電気科、工業化学科）が開校する[3]。
- 1945年（昭和20年）11月15日 - 富山県立滑川工業学校を廃し、富山県立滑川中学校（旧制）を設置する件が認可される[21]。
- 1946年（昭和21年）4月1日 - 富山県立滑川工業学校が廃止され、同日富山県立滑川中学校（旧制）が開校する[21]。また、富山県立滑川商業学校が復活する[3]。
- 1948年（昭和23年）
  - 3月4日 - 富山県立滑川商業学校が同日を以て最後の卒業式を挙行し閉校する[9]。
  - 3月31日 - 富山県立滑川高等女学校、富山県立滑川中学校、滑川町立滑川薬業学校及び水橋町立富山県水橋商業学校を廃止する[3]。富山県立滑川中学校の生徒は富山県立滑川高等学校併設中学校に移管となる[22]。
  - 4月1日 - 富山県立滑川女子高等学校、富山県立滑川高等学校（普通科、商業科、薬業科）、富山県立滑川高等学校併設中学校及び富山県立水橋高等学校（普通科、商業科）を開校する[3]。
  - 9月1日 - 同年8月31日を以て各高等学校を廃し、富山県立滑川高等学校、富山県立滑川女子高等学校、富山県立水産高等学校及び富山県立水橋高等学校を統合して、男女共学の富山県立滑川高等学校（普通科、商業科、薬業科、漁業科、水産製造科）を開校する[3][23]。
  - 9月13日 - 開校式を挙行する[6]。校舎はもっぱら従来の富山県立滑川高等学校の施設を用い（普通科9クラス、商業科3クラス）、富山県立水産高等学校の校舎を分校とした（漁業科、水産製造科、薬業で合計7クラス）[6][24]。
  - 12月17日 - 水産教育を独立させる旨の陳情書が県知事、県議会議長及び教育委員長に提出される[23]。
- 1949年（昭和24年）
  - 4月1日 - 普通科、商業科などの「科」を「課程」に名称を変更する[6]。
  - 10月21日 - 前館一棟を増築し、竣工式を挙行する[6]。
- 1950年（昭和25年）
  - 3月31日 - 富山県立水産高等学校の設置により、漁業課程及び水産製造課程を分離する[3]。
  - 4月1日 - 新たに家庭課程を設置し、また定時制課程（普通課程、商業課程）を開設する[3]。また、富山県立水産高等学校が開校する[23]。
- 1952年（昭和27年）
  - 5月1日 - 定時制課程による富山県立滑川高等学校水橋分校（商業課程）を富山市立水橋中学校内において開校する[3]。
  - 7月24日 - 和裁室及び化学室を増築する[6]。
- 1953年（昭和28年）1月24日 - 講堂兼体育館が落成する[6]。
- 1954年（昭和29年）12月18日 - 図書館が完成する[6]。
- 1955年（昭和30年）4月 - 定時制普通課程の募集を停止する[25]。
- 1956年（昭和31年） - 野球部が第38回全国高等学校野球選手権大会に北陸代表として初出場する[3]。
- 1957年（昭和32年）8月10日 - 食堂が完成する[6]。
- 1958年（昭和33年）
  - 5月15日 - 物理、化学、生物室等の特別教室棟の第一期工事が落成する[6]。
  - 12月8日 - 特別教室棟の第二期工事が落成する[6]。
- 1960年（昭和35年）10月25日 - 相撲場が完成する[6]。
- 1961年（昭和36年）5月31日 - 音楽室棟を新築する[6]。
- 1962年（昭和37年）4月1日 - 普通課程、商業課程等の「課程」を「科」に名称を変更する[6]。
- 1963年（昭和38年）4月1日 - 家庭科を家政科に改称する[3]。
- 1965年（昭和40年）
  - 2月21日 - 同窓会館が落成する[6]。
  - 3月30日 - 普通科教室六学級を含む前館第一期工事が完成する[6]。
- 1961年（昭和41年）3月20日 - 前館の第二期工事が完成する[6]。
- 1962年（昭和42年）3月15日 - 前館の第三期工事が完成する[6]。
- 1968年（昭和43年）
  - 1月13日 - 格技場を新築する[6]。
  - 4月1日 - 定時制水橋分校の募集を停止する[3]。
- 1970年（昭和45年）3月27日 - 南館第一期工事が完成する[6]。
- 1971年（昭和46年）
  - 3月19日 - 南館第二期工事が完成する[6]。
  - 4月1日 - 家政科の募集を停止する[3]。
- 1973年（昭和48年）
  - 2月3日 - 南館第三期工事が完成する[6]。
  - 11月24日 - 新校舎が完成し、同日校舎落成式典を挙行する[3]。
- 1977年（昭和52年）8月23日 - 第二体育館が完成する[3]。
- 1985年（昭和60年）8月24日 - 特別教室棟及び音楽室棟の取毀し工事を行う[26]。
- 1986年（昭和61年）7月23日 - 新たに特別教室棟（製剤実習、物理、生物、地学、化学、商業実践、計算実務、被服、音楽、美術室等）が完成する[26]。
- 1991年（平成3年）9月9日 - 格技場の取毀し工事を行う[26]。
- 1992年（平成4年）
  - 9月11日 - 第一体育館が完成する[26]。
  - 12月10日 - 旧第一体育館（講堂兼体育館）の取毀し工事を行う[26]。
- 1993年（平成5年）10月29日 - セミナーハウス及びトレーニングハウスが完成する[27]。
- 1996年（平成8年）10月9日 - 前館耐震補強及び内部改修の工事が完了する[27]。
- 1997年（平成9年）3月26日 - 同窓会館の取毀し工事を行う[27]。
- 2001年（平成13年）
  - 4月1日 - 定時制（商業課程）の募集を停止する[25][26]。
  - 8月 - 野球部が第83回全国高等学校野球選手権大会に出場する[3]。
- 2002年（平成14年）
  - 3月15日 - 後館耐震補強及び内部改修工事が完了する[27]。
  - 11月29日 - 創立90周年記念事業として学習室を新設する[27]。
- 2004年（平成16年）3月5日 - 定時制課程終了式を挙行する[3][25]。
- 2008年（平成20年）3月 - 富山県教育委員会が県立高校再編事業を打出し、富山県立滑川高等学校と富山県立海洋高等学校を再編統合する旨を発表する[3][28]。
- 2010年（平成22年）4月9日 - 富山県立滑川高等学校及び富山県立海洋高等学校を再編統合し、新たな富山県立滑川高等学校（普通科、商業科、薬業科、海洋科）の開校式を挙行する[3]。
- 2013年（平成25年）12月12日 - 歴史資料館が完成し、竣工式を挙行する[29]。
- 2021年（令和3年） - LOCAL FISH CANグランプリで最優秀賞を獲得[30]。

## 部活動
- 運動部 - ウエイトリフティング、野球、サッカー、ソフトテニス、ソフトボール（女）、バスケットボール、バドミントン、バレーボール、レスリング、弓道、剣道、卓球
- 文化部 - 英語、音楽、科学、家庭、コンピュータ、写真、美術、吹奏楽、商業実技、放送、薬学、茶道、海洋生物

## 校歌
作詞：北園克衛、作曲：岡部昌

## アクセス
- 富山地方鉄道本線西滑川駅 徒歩約10分
- 富山地方鉄道本線中滑川駅 徒歩約15分
- あいの風とやま鉄道・富山地方鉄道滑川駅 徒歩約30分
- 富山地方鉄道「滑川高校前」停留所 徒歩1分
- 滑川市コミュニティバス「加島町3区」停留所 徒歩3分
- 北陸自動車道 滑川IC 車で10分

## 著名な出身者
- 相山武夫（実業家、ゴルフ場設計者）　※滑川商業学校時代
- 福田富昭（実業家、元レスリング選手、日本オリンピック委員会名誉委員）
- 稗苗良太（稲作農家、ひえばた園代表）
- バッドナイス常田（お笑い芸人・バッドナイス）
- 石川歩（プロ野球選手・千葉ロッテマリーンズ）
- 竹嶋祐貴（元プロ野球選手・読売ジャイアンツ）
- 広野あさみ（プロスノーボーダー）
- 村上英士朗（ウエイトリフティング選手）

## 脚註
1. ↑  『令和3年版 富山県高等学校名鑑』（2021年3月4日、共立通信発行）10ページ。
2. 1 2  学校紹介 - 富山県立滑川高等学校 - 富山県立滑川高等学校（2016年（平成28年）9月6日閲覧）
3. 1 2 3 4 5 6 7 8 9 10 11 12 13 14 15 16 17 18 19 20 21 22 23 24 25 26 27 28 29 30 31 32  滑川高等学校創立百周年記念誌編集委員会編、『富山県立滑川高等学校創立百年誌』、2013年（平成25年）10月、富山県立滑川高等学校同窓会
4. ↑  平成25年度学校総合評価 - 富山県立滑川高等学校（2016年（平成28年）9月6日閲覧）
5. ↑  平成22年富山県教育委員会訓令第3号（『富山県報』号外、2010年（平成22年）3月18日、富山県）
6. 1 2 3 4 5 6 7 8 9 10 11 12 13 14 15 16 17 18 19 20 21 22 23 24 25 26 27 28 29 30 31 32 33  滑川高等学校創立七十周年記念事業実行委員会編、『滑高七十年のあゆみ』、1983年（昭和58年）10月、富山県立滑川高等学校
7. 1 2 3  滑川市史編さん委員会編、『滑川市史 史料編』、1982年（昭和57年）12月、滑川市
8. ↑  大正二年文部省告示第八十七号（『官報』、1913年（大正2年）4月1日、内閣印刷局）
9. 1 2  滑川市史編さん委員会編、『滑川市史 通史編』、1985年（昭和60年）12月、滑川市
10. ↑  大正九年文部省告示第九十八号（『官報』、1920年（大正9年）3月8日、内閣印刷局）
11. ↑  大正十二年文部省告示第八十三号（『官報』、1923年（大正12年）4月1日、内閣印刷局）
12. ↑  大正十三年文部省告示第二百二十号（『官報』、1924年（大正13年）4月9日、内閣印刷局）
13. ↑  昭和三年文部省告示第百二十三号（『官報』、1928年（昭和3年）3月8日、内閣印刷局）
14. ↑  昭和十年文部省告示第三百四十五号（『官報』、1935年（昭和10年）10月2日、内閣印刷局）
15. ↑  昭和十年文部省告示第三百五十九号（『官報』、1935年（昭和10年）9月30日、内閣印刷局）
16. 1 2  富山県教育史編さん委員会編、『富山県教育史 下巻』、1972年（昭和42年）3月、富山県教育委員会
17. ↑  昭和十七年文部省告示第三百十七号（『官報』、1942年（昭和17年）3月24日、内閣印刷局）
18. ↑  昭和十七年文部省告示第二百九十四号（『官報』、1942年（昭和17年）4月1日、内閣印刷局）
19. ↑  昭和十七年文部省告示第二百九十五号（『官報』、1942年（昭和17年）4月1日、内閣印刷局）
20. ↑  昭和十九年文部省告示第五百三十一号（『官報』、1944年（昭和19年）4月20日、大蔵省印刷局）
21. 1 2  昭和二十一年富山県告示第百十三号（『富山県報』、1946年（昭和21年）3月12日、富山県）
22. ↑  香川忠夫、「富山県立滑川中学校設立をめぐる諸問題」、『富山県立滑川中学校記念誌』所収、2008年（平成20年）6月、県立滑川中学校記念誌刊行会
23. 1 2 3  富山県立水産高等学校創立百周年記念誌編纂委員会編、『富水百年史』、1999年（平成11年）7月、富山県立水産高等学校創立百周年記念行事協賛会
24. ↑  『滑川市史 通史編』（1985年12月25日、滑川市発行）587 - 588頁より。
25. 1 2 3  富山県立滑川高等学校定時制終止記念事業実行委員会編、『富山県立滑川高等学校定時制終止記念誌』、2004年（平成16年）3月、富山県立滑川高等学校定時制終止記念事業実行委員会
26. 1 2 3 4 5 6  滑川高等学校創立八十周年記念事業実行委員会編、『滑高八十年のあゆみ』、1993年（平成5年）10月、富山県滑川高等学校
27. 1 2 3 4 5  滑川高等学校創立九十周年記念誌編集委員会編、『富山県立滑川高等学校創立90周年記念誌』、2003年（平成15年）9月、富山県立滑川高等学校同窓会
28. ↑  富山県立海洋高等学校編、『創立110周年記念誌―十年の歩み―』、2009年（平成21年）10月、富山県立海洋高等学校
29. ↑  滑川高の歴史一堂に　創立１００周年記念、資料館が完成 - 2013年（平成25年）12月13日、北日本新聞（2016年（平成28年）9月9日閲覧）
30. ↑  “滑川高生のイワシ缶最優秀　全国高校缶詰グランプリ”. 北陸新幹線で行こう！北陸・信越観光ナビ.   北日本新聞 (2021年11月2日). 2023年6月7日閲覧。